# Alois Slovák

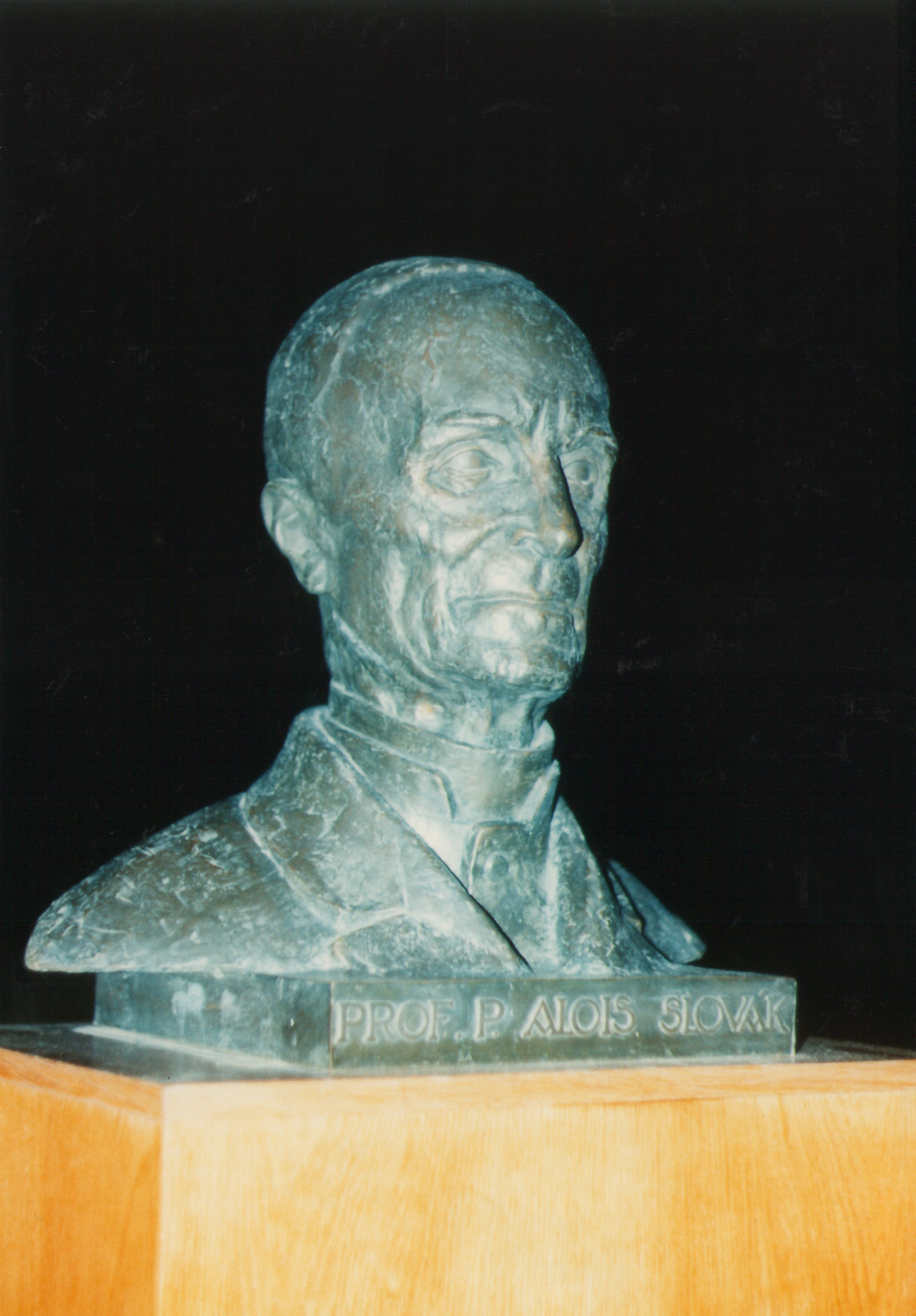
Busta Aloise Slováka na Mohyle míru

Alois Dominik Slovák (1. srpna 1859 Boskovice – 23. března 1930 Brno) byl moravský katolický kněz, jezuita, středoškolský profesor, vlastenecký kazatel, národní buditel, autor řady historických spisů s napoleonskou tematikou, iniciátor stavby Mohyly míru u obce Prace a předseda výboru pro její výstavbu.

## Studia
Alois Slovák se narodil Eduardu a Marii Slovákovým v Boskovicích 1. srpna 1859. Byl prvorozeným synem a postupně dostal ještě 7 bratrů. Dětství prožil v Boskovicích, kde pět let docházel do obecní školy. V roce 1870 odešel natrvalo do Brna za studiem na Slovanském c. k. gymnáziu. 5. července 1878 zde složil maturitní zkoušku a nastoupil na teologická studia bohosloveckého ústavu v Brně.

## Učitel, kněz a brněnský tribun
Dne 10. září 1882 byl vysvěcen na kněze a do 22. června 1883 působil ve farním kostele v Ivančicích, odkud byl povolán do katedrálního chrámu sv. Petra a Pavla na Petrově.
Roku 1885 začala jeho pedagogická kariéra, kdy ve svých šestadvaceti letech nastoupil jako katecheta do první městské obecné školy s českým vyučovacím jazykem Na Josefově (dnešní Traubova ulice, č. p. 1917). Jako suplent pak nastoupil na I. německém gymnáziu na Jánské ulici 22 a 21. února 1887 zde získal místo učitele římsko-katolického náboženství. Téhož roku se stal prefektem a o dva roky později regentem chlapeckého biskupského semináře na Veveří 15, avšak jeho postup v církevních hodnostech skončil v roce 1896, kdy se zřekl funkce správce bohosloveckého internátu. 1. října 1888 nastoupil na I. českou státní reálku v Brně na Křenové ulici (od roku 1903 na Antonínské 3), kde působil celých 35 let až do 8. listopadu 1923.
V době působení na české reálce Slovák přednášel – do roku 1919 – nedělní exhorty (promluvy, kázání) v jezuitském kostele Nanebevzetí Panny Marie v Jezuitské ulici, které se staly známé svým buditelským, národně uvědomělým obsahem. V pozdějším období svá kázání konzultoval s filologem Jaroslavem Gregorem. Ze strany církevních úřadů na Petrově byl pro své idealistické pojetí kritizován, že obhajuje husitství a protestantismus a naopak kritizuje klerikalismus.
V roce 1885 Slovák vydal „Sbírku promluv o sv. Mikuláši, při vánočním stromku a za různých příležitostí“ a v roce 1888 společně s Johannem Kmentem modlitební knihu se zpěvníkem „Ora et canta: Gebet- und Gesangbuch, zunächst für die katholische Schuljugend“. Byl také dopisovatelem katolického časopisu Hlídka.

## Historik a iniciátor Mohyly míru
Pro svá kázání často využíval znalosti z české historie. S nedalekým bojištěm bitvy u Slavkova z 2. prosince 1805 se váže Slovákův zvýšený zájem o napoleonské války a tuto bitvu. Studiu válečných dějin se začal věnovat po zproštění funkce správce biskupského chlapeckého semináře v roce 1896. Už následujícího roku vydal publikaci nazvanou prostě „Bitva u Slavkova“ a o rok později stejnojmennou, avšak podstatně rozšířenou a přepracovanou knihu, která byla ještě v témže roce pro velký zájem přeložena do němčiny a roku 1908 vydána francouzsky v Paříži. Slovák cestoval po evropských bojištích z let 1757, 1805, 1809, 1848, 1859 a 1866, výsledky svých bádání uveřejňoval v letech 1900–1913 v brněnském časopisu Hlas, pořádal i řadu přednášek a studentských exkurzí na slavkovské bojiště. V roce 1922 vydal svoji nejsoubornější knihu „Na bojišti Slavkovském“, v roce 1923 přeloženou do francouzštiny a 1924 do němčiny. V roce 1937 vyšla německy jeho kniha Das Schlaftfeld von Slavkov. Ve stínu této tematické řady poněkud zanikla jeho monografie o domě „U modrého lva“ na Starém Brně vydaná v roce 1899.

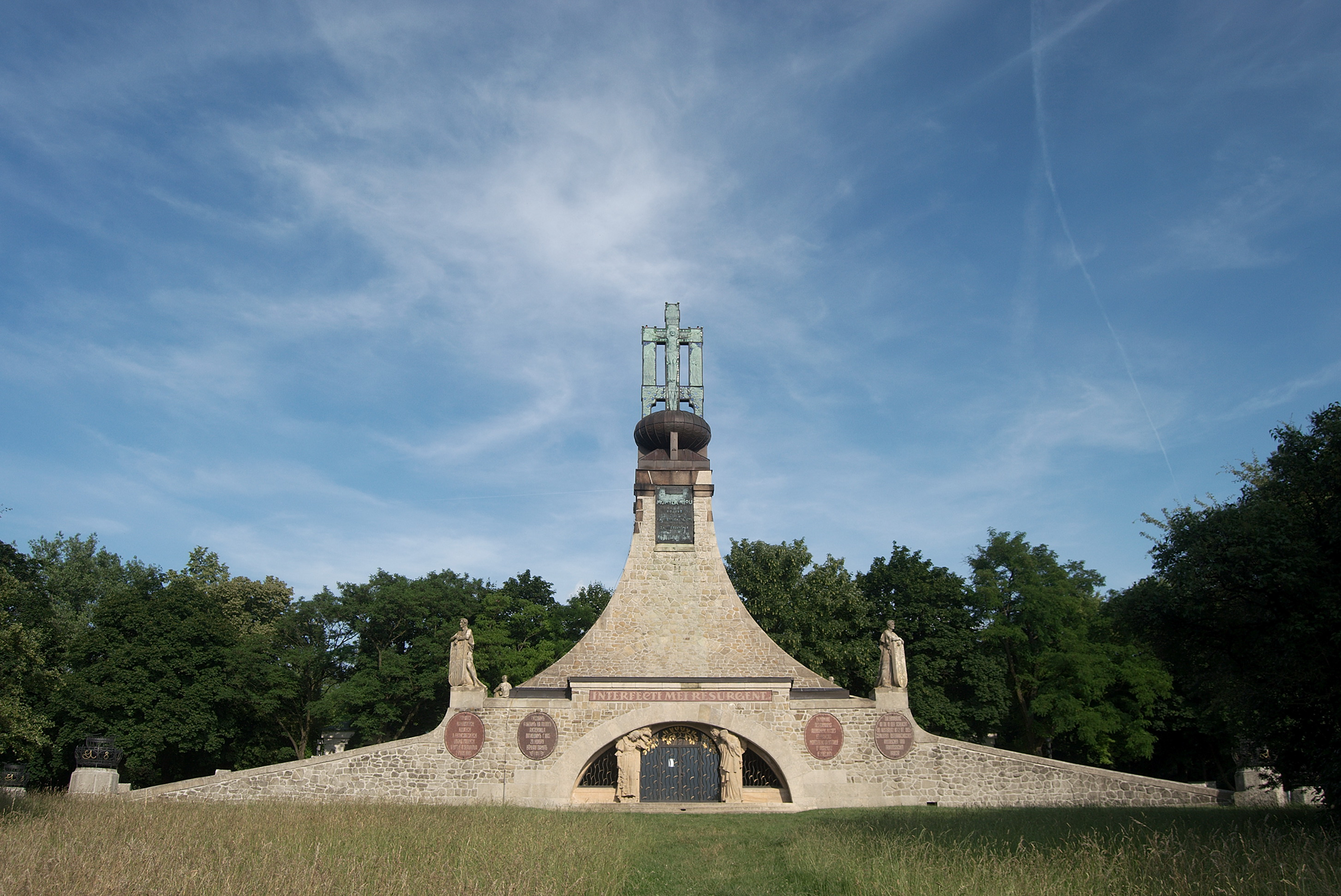
Mohyla míru v roce 2011

Z iniciativy Aloise Slováka vznikl v listopadu 1899 v panském hostinci „Na Bednárně“ v Sokolnicích komitét (výbor), jehož cílem bylo zřídit na slavkovském bojišti mírový památník. V březnu 1901 Slovák vystoupil ve funkci předsedy výboru poprvé na veřejnosti s cílem získat peníze na stavbu památníku a osobně vedl všechna jednání se zástupci vlád Francie, Rakouska a Ruska. Památník podle návrhu architekta Josefa Fanty pod názvem Mohyla míru byl postaven v letech 1909–1912, ale pak následovala složitá jednání způsobená Slovákovým záměrem vysvětit kapli památníku katolickým i pravoslavným rituálem. Do tohoto období zasáhla první světová válka a v roce 1917 dokonce musel Slovák bránit pokusu rakouských úřadů o vojenskou konfiskaci 4,5tunového kříže završujícího mohylu. Po dalších peripetiích byl památník zpřístupněn veřejnosti až roku 1923 a Alois Slovák získal čestnou funkci předsedy „Mohylové komise“ Zemského cizineckého svazu, s nímž výbor fúzoval a který převzal péči o památník. Vysloužil si také čestné občanství obce Prace.

## Závěr života a Slovákův odkaz

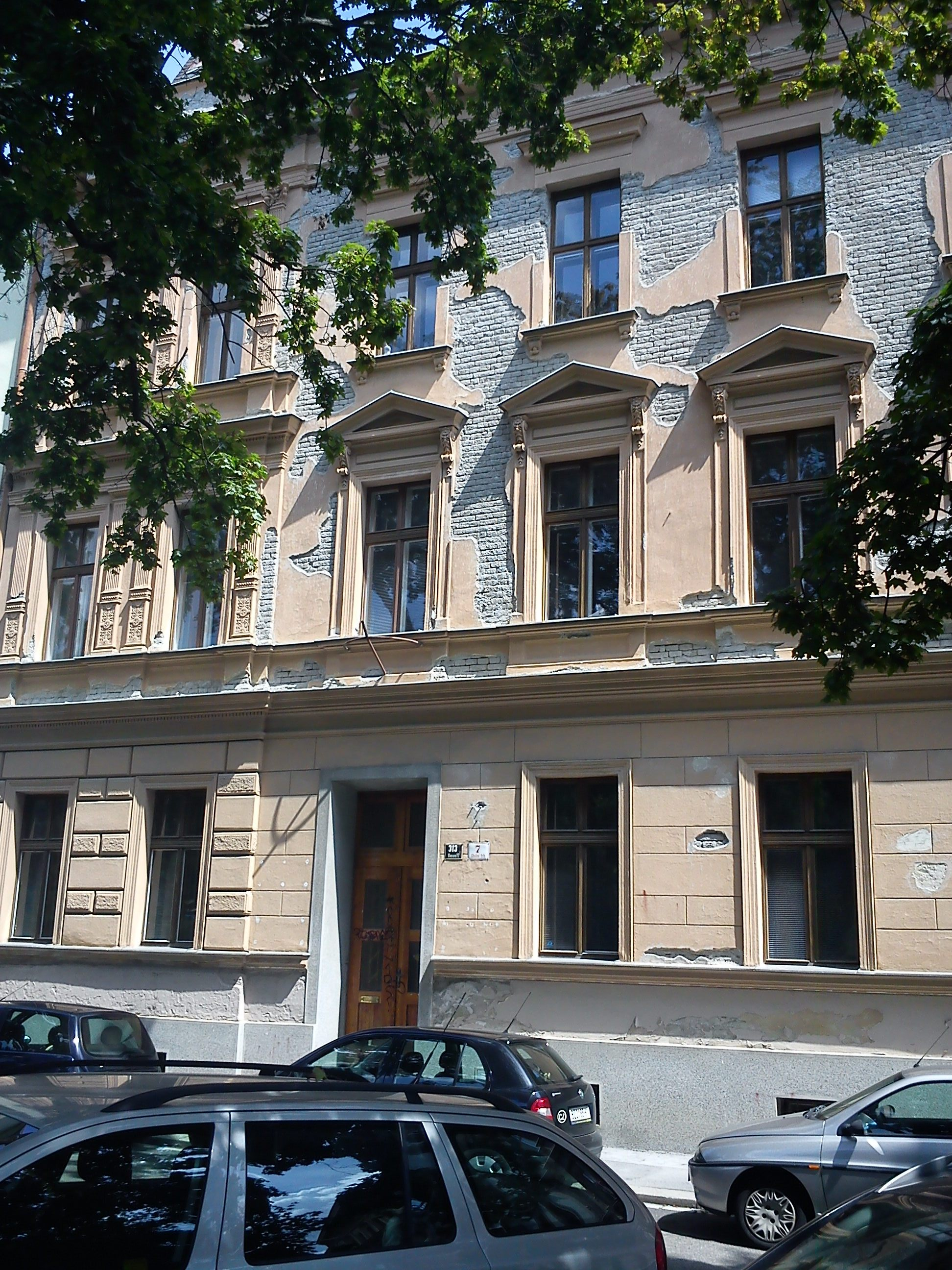
Dům č. 7 na Obilním trhu v Brně, bydliště Aloise Slováka.

Alois Slovák bydlel v Brně na Obilním trhu 7. Pravidelně pobýval v sanatoriu na Moravci, nedaleko hradu Pernštejna a často jezdíval do obcí slavkovského bojiště. Od roku 1919 se začaly projevovat zdravotní potíže, kvůli nimž přerušil svá nedělní kázání. V roce 1923 skončil s pedagogickou činností a o šest let později i s členstvím v Mohylové komisi Zemského cizineckého svazu. V srpnu 1929 odjel kvůli nemocnému srdci do lázní Teplic nad Bečvou, avšak už 23. března 1930 v nemocnici Milosrdných bratří v Brně zemřel. Rakev byla vystavena v jezuitském kostele, obřady se konaly 27. března ve farním chrámu sv. Jakuba v Brně a uložen byl do rodinného hrobu v Boskovicích.
Na návrh administrativního ředitele městských úřadů v Brně A. V. Kožíška město pojmenovalo po Slovákovi sady na Obilním trhu (později přejmenované). Jeho jméno v současnosti nesou ulice v Boskovicích, ve Slavkově a v Brně. Někdejší pamětní deska na domě č. 6 v Beethovenově ulici v Brně již neexistuje, stejně jako pamětní deska na domě č. 7 na Obilním trhu. Slovákův hrob v Boskovicích byl v 90. letech 20. století obnoven.
Malíř a akademický sochař Josef Axmann vytvořil bronzovou bustu, která byla 28. září 1935 slavnostně odhalena před vchodem do Mohyly míru. Zde však vydržela jen do začátku okupace, stala se terčem nacistů pro střelbu z pistole a poté ji rodina Štěpánkova ukryla ve sklepě. Původní žulový podstavec byl po válce použit jako pomník sovětským vojákům, kteří padli při osvobozování obce Prace. V muzeu u Mohyly míru je v současnosti umístěna kromě busty i Slovákova posmrtná maska.